# Andreas Voglsammer
Andreas Voglsammer (Rosenheim, 9 de enero de 1992) es un futbolista alemán que juega de delantero en el F. C. Hansa Rostock de la 3. Liga de Alemania.

## Trayectoria
Terminó su formación como futbolista en las inferiores del Bayern de Múnich, y en 2010 fichó por el Karlsruher SC. Debutó en la 2. Bundesliga en octubre de ese año en la derrota por 2-0 ante el VfL Bochum. Dejó el club al año siguiente y fichó por el TSV 1860 Rosenheim, club de su ciudad natal, de la Bayernliga. En julio de 2012 fichó por el SpVgg Unterhaching de la 3. Liga.
En enero de 2015, cuando su contrato con el Unterhaching terminó, fichó por el 1. FC Heidenheim de la segunda división.
El 19 de enero de 2016 fichó por el Arminia Bielefeld. Anotó 49 goles en 163 partidos en las cinco temporadas y media que estuvo, marchándose en junio de 2021 al F. C. Union Berlin.
El 12 de agosto de 2022 se fue a Inglaterra tras ser traspasado al Millwall F. C., equipo con el que firmó por un año más otro opcional. Se marchó el 1 de septiembre de 2023 tras llegar a un acuerdo para rescindir su contrato y regresar a Alemania con el Hannover 96. Allí militó durante dos campañas y en junio de 2025 fichó por el F. C. Hansa Rostock.

## Selección nacional
Fue internacional con Alemania en las categorías sub-16 y sub-18.

## Estadísticas
Actualizado al último partido disputado el 18 de mayo de 2025.
| Club | Div.          | Temporada     | Liga  | Liga  | Copas nacionales(1) | Copas nacionales(1) | Copas internacionales(2) | Copas internacionales(2) | Total | Total |
| Club | Div.          | Temporada     | Part. | Goles | Part.               | Goles               | Part.                    | Goles                    | Part. | Goles |
| --- | ------------- | ------------- | ----- | ----- | ------------------- | ------------------- | ------------------------ | ------------------------ | ----- | ----- |
| Karlsruher S. C. · Alemania | 2.ª           | 2010-11       | 1     | 0     | 0                   | 0                   | —                        | —                        | 1     | 0     |
| Karlsruher S. C. · Alemania | Total club    | Total club    | 1     | 0     | 0                   | 0                   | 0                        | 0                        | 1     | 0     |
| TSV 1860 Rosenheim · Alemania | 5.ª           | 2011-12       | 32    | 12    | —                   | —                   | —                        | —                        | 32    | 12    |
| TSV 1860 Rosenheim · Alemania | Total club    | Total club    | 32    | 12    | 0                   | 0                   | 0                        | 0                        | 32    | 12    |
| SpVgg Unterhaching · Alemania | 3.ª           | 2012-13       | 38    | 6     | 1                   | 1                   | —                        | —                        | 39    | 7     |
| SpVgg Unterhaching · Alemania | 3.ª           | 2013-14       | 35    | 10    | —                   | —                   | —                        | —                        | 35    | 10    |
| SpVgg Unterhaching · Alemania | 3.ª           | 2014-15       | 22    | 6     | —                   | —                   | —                        | —                        | 22    | 6     |
| SpVgg Unterhaching · Alemania | Total club    | Total club    | 95    | 22    | 1                   | 1                   | 0                        | 0                        | 96    | 23    |
| 1. F. C. Heidenheim · Alemania | 2.ª           | 2014-15       | 11    | 0     | 0                   | 0                   | —                        | —                        | 11    | 0     |
| 1. F. C. Heidenheim · Alemania | 2.ª           | 2015-16       | 13    | 0     | 1                   | 0                   | —                        | —                        | 14    | 0     |
| 1. F. C. Heidenheim · Alemania | Total club    | Total club    | 24    | 0     | 1                   | 0                   | 0                        | 0                        | 25    | 0     |
| Arminia Bielefeld · Alemania | 2.ª           | 2015-16       | 9     | 0     | 0                   | 0                   | —                        | —                        | 9     | 0     |
| Arminia Bielefeld · Alemania | 2.ª           | 2016-17       | 32    | 8     | 3                   | 0                   | —                        | —                        | 35    | 8     |
| Arminia Bielefeld · Alemania | 2.ª           | 2017-18       | 34    | 13    | 1                   | 0                   | —                        | —                        | 35    | 13    |
| Arminia Bielefeld · Alemania | 2.ª           | 2018-19       | 34    | 13    | 1                   | 0                   | —                        | —                        | 35    | 13    |
| Arminia Bielefeld · Alemania | 2.ª           | 2019-20       | 29    | 12    | 2                   | 1                   | —                        | —                        | 31    | 13    |
| Arminia Bielefeld · Alemania | 1.ª           | 2020-21       | 18    | 2     | 0                   | 0                   | —                        | —                        | 18    | 2     |
| Arminia Bielefeld · Alemania | Total club    | Total club    | 156   | 48    | 7                   | 1                   | 0                        | 0                        | 163   | 49    |
| F. C. Union Berlin · Alemania | 1.ª           | 2021-22       | 32    | 2     | 5                   | 2                   | 8                        | 2                        | 45    | 6     |
| F. C. Union Berlin · Alemania | 1.ª           | 2022-23       | 0     | 0     | 1                   | 0                   | ―                        | ―                        | 1     | 0     |
| F. C. Union Berlin · Alemania | Total club    | Total club    | 32    | 2     | 6                   | 2                   | 8                        | 2                        | 46    | 6     |
| Millwall F. C. Inglaterra | 2.ª           | 2022-23       | 41    | 3     | 1                   | 0                   | ―                        | ―                        | 42    | 3     |
| Millwall F. C. Inglaterra | 2.ª           | 2023-24       | 2     | 0     | 1                   | 0                   | ―                        | ―                        | 3     | 0     |
| Millwall F. C. Inglaterra | Total club    | Total club    | 43    | 3     | 2                   | 0                   | 0                        | 0                        | 45    | 3     |
| Hannover 96 · Alemania | 2.ª           | 2023-24       | 27    | 8     | ―                   | ―                   | ―                        | ―                        | 27    | 8     |
| Hannover 96 · Alemania | 2.ª           | 2024-25       | 29    | 3     | 1                   | 0                   | ―                        | ―                        | 30    | 3     |
| Hannover 96 · Alemania | Total club    | Total club    | 56    | 11    | 1                   | 0                   | 0                        | 0                        | 57    | 11    |
| F. C. Hansa Rostock · Alemania | 3.ª           | 2025-26       | 0     | 0     | 0                   | 0                   | ―                        | ―                        | 0     | 0     |
| F. C. Hansa Rostock · Alemania | Total club    | Total club    | 0     | 0     | 0                   | 0                   | 0                        | 0                        | 0     | 0     |
| Total carrera | Total carrera | Total carrera | 438   | 98    | 18                  | 4                   | 8                        | 2                        | 464   | 104   |
| (1) Incluye datos de la Copa de Alemania, FA Cup y Copa de la Liga de Inglaterra. (2) Incluye datos de la Liga Europa Conferencia de la UEFA. |               |               |       |       |                     |                     |                          |                          |       |       |

## Palmarés

### Títulos nacionales
| Título        | Club              | País     | Año     |
| ------------- | ----------------- | -------- | ------- |
| 2. Bundesliga | Arminia Bielefeld | Alemania | 2019-20 |